# Veleiats
Els veleiats (llatí: veleiates) eren una tribu lígur la ciutat principal de la qual era Oppidium Veleiatium (probablement després Veleia), coneguts per la longevitat dels seus membres. Plini els cita com una de les tribus ligures i menciona un oppidum veieiatum.